# آشر أ. غالبريث
آشر أ. غالبريث هو سياسي أمريكي، ولد في 8 يونيو 1864 في Fairfield Township, Columbiana County, Ohio ‏ في الولايات المتحدة، وتوفي في 18 ديسمبر 1935. نشط حزبياً في الحزب الجمهوري. وقد انتخب عضو مجلس ولاية أوهايو ‏.